# Дедова Горка
Дедова Горка — деревня в Плесецком районе Архангельской области. Входит в состав Кенозерского сельского поселения.

## География
Деревня находится на восточном берегу озера Почозеро, южнее деревни Строева Горка.

## История
В 1929 — 1963 годах деревня входила в состав Приозёрного района, в 1963—1965 годах — в состав Каргопольского сельского района. До 2016 года деревня входила в состав муниципального образования «Почезерское».

## Население
| 2002 | 2010 | 2012 |
| ---- | ---- | ---- |
| 0    | →0   | →0   |